# Důl Žofie
Důl Žofie je bývalý černouhelný hlubinný důl, který se nachází v Porubě (část Orlové). Důl je také znám pod názvem Fučík 5, který nesl po svém začlenění do dolu Julius Fučík.

## Historie
Těžba uhlí na dole Žofie byla zahájena v roce 1871 těžířstvem bratří Gutmannů Kamenouhelné doly Orlová-Lazy.
Po 2. světové válce byl důl znárodněn a stal se součástí národního podniku Ostravsko-karvinské kamenouhelné doly (pozdější OKD). V roce 1963 došlo k začlenění Žofie pod důl Československý pionýr (původní doly Evžen a Václav). K dalšímu slučování došlo v roce 1970, kdy byl Československý pionýr začleněn pod Důl Julius Fučík a Žofie se stala závodem č. 5 tohoto dolu, krátce označovaná jako Fučík 5.
Po ukončení těžby v roce 1995 byl areál dolu předán státnímu podniku DIAMO, odštěpný závod Odra. Na bývalém dole byla vybudována čerpací stanice důlní vody (tzv. vodní jáma), která od 29. 5. 1999 chrání činné doly v okolí před přítokem důlní vody z uzavřených uhelných dolů revíru.
Třídírna Dolu Žofie byla od 4. 4. 1997 do 26. 9. 2001 nemovitou kulturní památkou.

## Současnost
V listopadu 2005 získalo areál dolu do svého vlastnictví město Orlová (vyjma vodní jámy, která zůstává ve správě podniku DIAMO), které zde plánuje vybudování průmyslové zóny. Z tohoto důvodu město vložilo areál do majetku společnosti Orlovská průmyslová a podnikatelská zóna Žofie, kterou město založilo společně s firmou ROSH (od prosince 2006 je firma ROSH jediným vlastníkem zóny).

### Důl Žofie 1967
Ve středu 26. dubna 1967 navečer došlo na závodě Žofie tehdejšího Dolu Čs. pionýr v Orlové k závalu, který uzavřel únikovou cestu šestici horníků. Tato nehoda byla svým průběhem motivací pro mnohá zlepšení záchranářské techniky a taktiky a svým šťastným koncem pomohla k zvýšení prestiže báňské záchranné služby v očích tehdejší veřejnosti.

### Zapomenutá Orlová
V dubnu 2021 byl důl zařazen do historické stezky Zapomenutá Orlová. Na místě se nachází také informační cedule.

## Fotogalerie

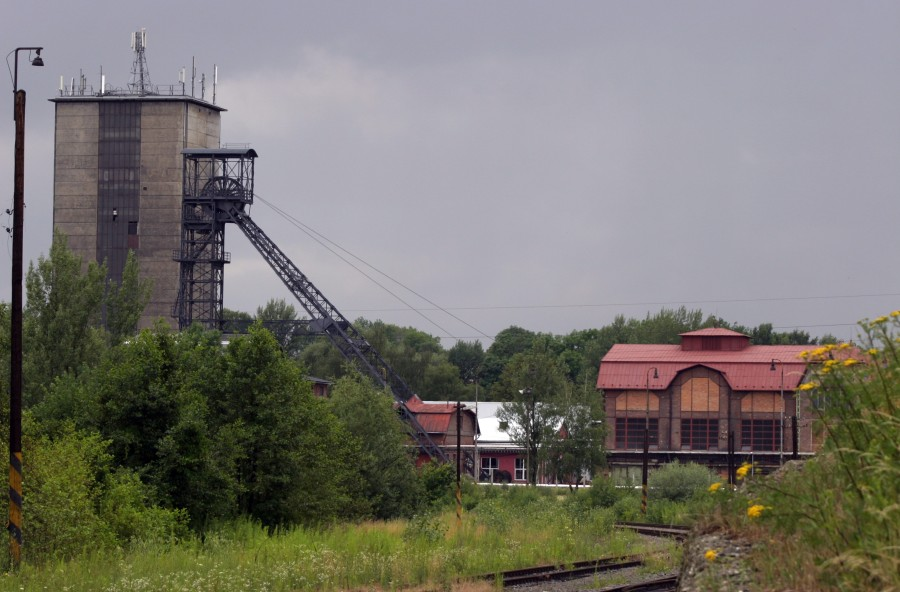
Důl Žofie od východu
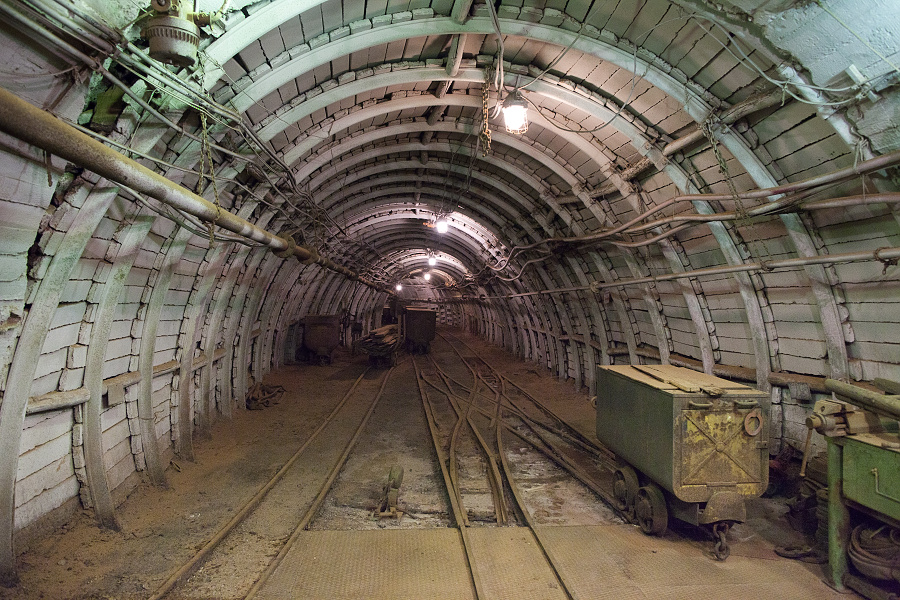
Důlní chodba
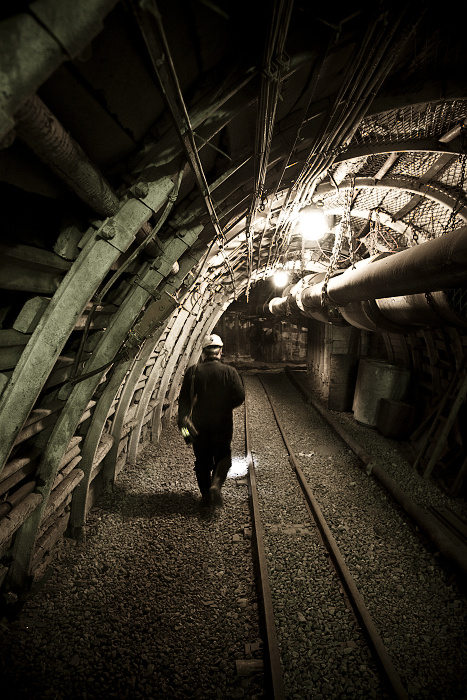
V hloubce 700 metrů
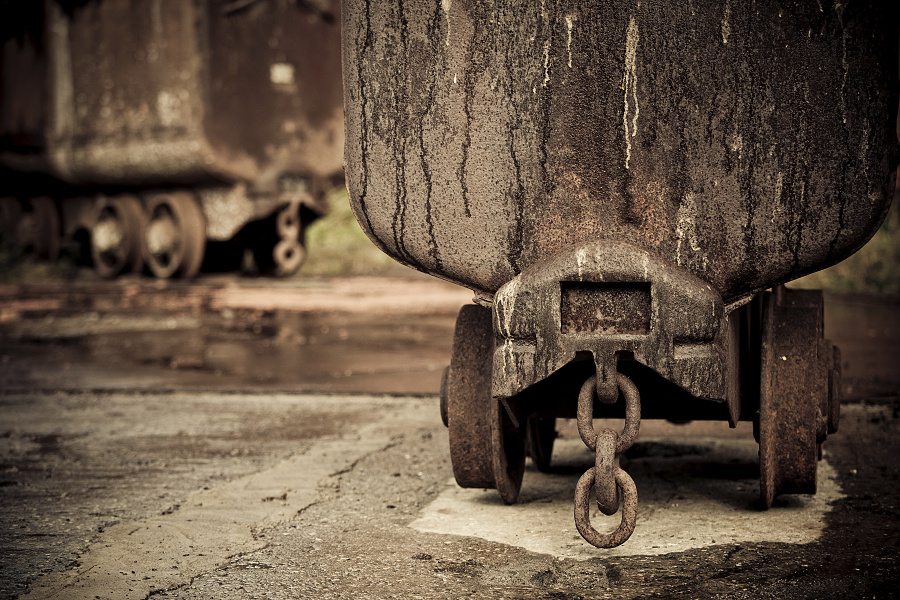
Důlní vozíky
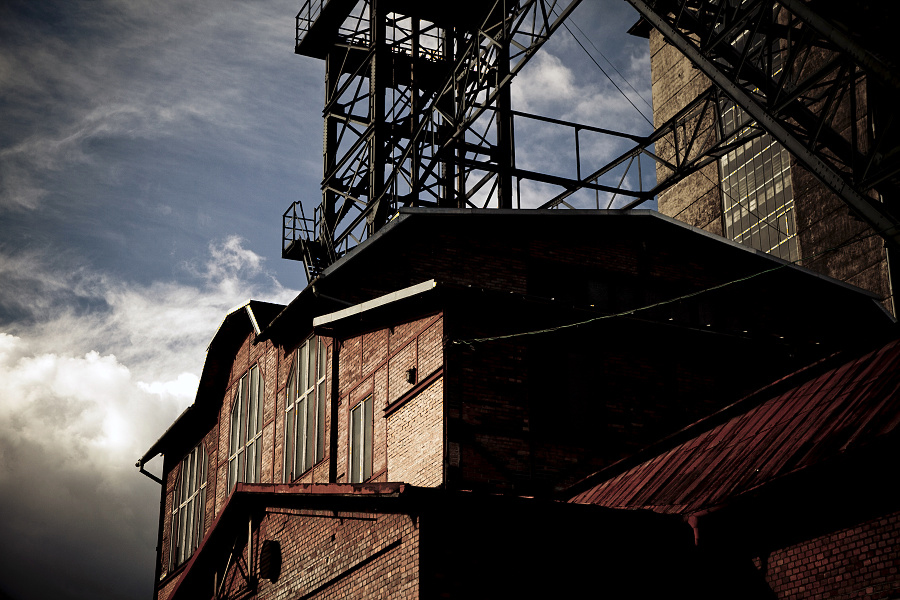
Důlní areál